# Муліно (Александрово-Заводський район)
Му́ліно (рос. Мулино) — село у складі Александрово-Заводського району Забайкальського краю, Росія. Входить до складу Бутунтайського сільського поселення.

## Населення
Населення — 156 осіб (2010; 259 у 2002).
Національний склад (станом на 2002 рік):
- росіяни — 97 %